# Арістодем Кумський
Арістодем (дав.-гр. Άριστόδημος Μαλακός; 552—490 до н. е.) — тиран італійського міста Куми від 504 до 490 року до н. е. Був союзником останнього царя Риму Тарквінія Суперба. Мав прізвисько «Малакос» («Зніжений»).

## Життєпис

### Молоді роки
Був сином Аристократа, представника місцевої аристократичної родини. Про навчанні та дитинство Арістодема мало відомостей. У 524 році до н. е. брав активну участь в обороні міста від військ етрусків, умбрійців та давнійців. У цих обставинах здійснив багато героїчних вчинків, зокрема у герці переміг очільника ворожої армії. Втім не отримав визнання та посад. Тому Арістодем став на чолі демосу, виступаючи проти аристократів. Ймовірно протягом наступних 20 років Арістодем захищав простий люд.
У 505 році до н. е. місто Аріція, голова Латинського союзу, звернувся по допомогу до уряду Кум по захист від етруського військовика Арунта Порсени. на чолі кумського війська поставили Арістодема, сподіваючись що той загине у поході. Але Арістодем здобув блискучу перемогу й повернувся із багатою здобиччю та полоненими. Все це сприяло піднесенню авторитету Арістодема у військах.

### Правління
У 504 році до н. е. по поверненню під час свого звіту перед радою міста Куми Арістодем вчинив заколот, вбивши усіх аристократів-членів ради. З етрусків була сформована особиста гвардія тирана. Щоб здобути підтримку демосу, були скасовані їх борги та перерозподілена земля, також Арістодем конфіскував усе майно аристократів. Ще під час походу проти Арунта сина Порсени Арістодем затоваришував з Тарквінієм Супербом, царем Риму. Тому після вигнання останнього з Риму надавав допомогу, а у 496 році до н. е. й прихисток у Кумах.
У 490 році до н. е. родичі страчених аристократів організували заколот, їх підтримали можновладці Капуї. Внаслідок цих подій Арістодема було вбито під час бенкету, а влада аристократії у Кумах була відновлена.